# Nicole Büchler
Nicole Büchler (Macolin, 17 de dezembro de 1983) é uma atleta suíça especialista no salto com vara.

## Carreira

### Rio 2016
Nicole Büchler representou seu país na Rio 2016, após se qualificar para as finais. Ficou em sexto lugar com 4.70m.